# Susiana
Susiana of Elam was een Perzische satrapie. Herodotus noemde dit gebied Susiana, naar haar hoofdstad Susa; de Perzen kenden het als Elam. Het gebied werd in 539 v.Chr. door Cyrus II geannexeerd bij het Perzische Rijk.
Volgens Herodotus, in zijn werk de Historiën, was Elam een middelmatige provincie: de Elamieten moesten elk jaar 300 zilveren talenten, samen met wapens en leeuwen, als tribuut brengen aan de Perzische Koning.